# Сток, Павел
Павел Станислав Сток (пол. Paweł Stanisław Stok; 22 марта 1913, Тарнополь — 18 августа 1993, Краков) — польский баскетболист, игравший на позиции нападающего.
Бронзовый призёр чемпионата Европы 1939 года, самый результативный игрок чемпионата Европы 1946 года.

## Карьера

### Клубная
Начал играть в баскетбол в команде краковского отделения ИМКА в 1926 году, параллельно занимался волейболом и гандболом. С ИМКА стал победителем чемпионата Польши в сезонах 1933 и 1934 годов. В 1935 году, после расформирования команды ИМКА перешёл в «Вислу», с которой выступал до завершения карьеры. В самом успешном в период его игры за «Вислу» сезоне-1947, в котором команда заняла 2-е место, Сток стал самым результативным игроком команды в финальной пульке, набрав 18 очков в матче против АЗС (Варшава) (33:34), 8 — в матче против «Варты» (Познань) (44:33) и 13 — в матче против ККС (Познань) (35:33). В следующем сезоне 1947/48 годов сыграл всего в 7 матчах из 16, но набрал в них 134 очка (19,1 за игру).

### В сборной
Сток являлся одним из основных баскетболистов сборной Польши с середины 30-х до конца 40-х годов. Играл на олимпийском турнире 1936 года и на чемпионатах Европы 1937 (сборная Польши заняла 4-е место), 1939 (3-е), 1946 (9-е) и 1947 годов (6-е). На ЧЕ-1937 и ЧЕ-1939 входил в символические сборные. На ЧЕ-1946, несмотря на в целом неудачное выступление сборной Польши, стал самым результативным игроком, набрав 63 очка в 5 матчах: 12,6 в среднем за игру.
Один из немногих довоенных игроков высокого уровня, которые продолжили успешные выступления и после войны. Всего за сборную сыграл 39 матчей, в которых набрал 174 очка.